# 足弓
足弓（英語：Arch of the foot）由跗骨和蹠骨所形成，加上韌帶和肌腱強化其弓形結構，使能以最小的足部承重來支撐站立時的全身體重。

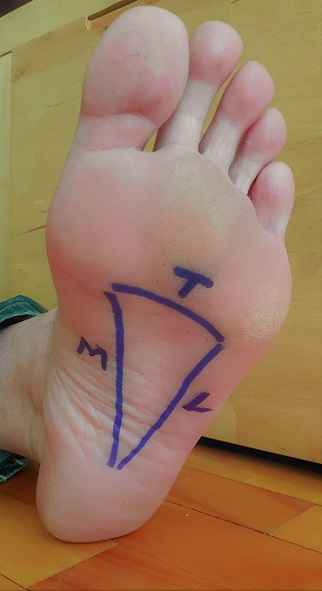
足弓：T為前側橫弓（anterior transverse arch），M為內側縱弓（medial longitudinal arch），L為外側縱弓（lateral longitudinal arch）

足弓被分類為縱弓及橫弓。

## 結構

### 縱弓
縱弓可分為內側縱弓和外側縱弓。

#### 內側縱弓
內側縱弓高於外側縱弓。它由跟骨、距骨、足舟骨、三個楔骨（內、中、外）以及第一、第二、第三蹠骨所組成。
弓高點位於距骨的上關節面，弓後端點在跟骨粗隆（Calcaneal tuberosity），弓前端點在第一、第二、第三蹠骨頭（Metatarsal head）。因為內側縱弓較高，又包含多個小關節，所以它的主要特色是富含彈性。
其最弱的部分（最容易因壓力而變扁平）是距骨和足舟骨之間的關節，但是該部分由蹠跟骰韌帶（又稱彈簧韌帶）支撐，韌帶具有彈性，因此它能在移除壓力後快速讓足弓恢復原形。這條韌帶內側與踝關節的三角韌帶匯集而強化，下方有脛後肌肌腱支撐，脛後肌肌腱在著骨點呈扇形，能防止韌帶過度拉緊而永久拉長變形。
此外，內側縱弓還有足底腱膜（Plantar aponeurosis）、足底小肌肉（拇趾短肌）、肌腱（脛前肌、脛後肌、腓長肌、屈趾長肌、屈拇趾長肌）、多條韌帶等結構的支撐。

#### 外側縱弓
外側縱弓由跟骨、骰骨、第四和第五蹠骨所組成。
外側縱弓兩個顯著特色是堅固性和微幅抬高（低於內側縱弓），包含有兩條強韌的韌帶（長蹠韌帶和蹠跟骰韌帶）及小趾的短肌和伸展肌肌腱，用以維持其完整性。

### 橫弓
除了縱弓，足部還具有一系列的橫弓。
在蹠骨的後部和跗骨的前部，橫弓是完整的；但是在跗骨的中間部，橫弓呈現半圓頂狀，且其凹面向下和向內，因此當雙足內緣並放時可以形成一個完整的圓頂。橫弓由骰骨、三個楔骨、和五個蹠骨基部組成。骨間韌帶、足底韌帶、足背韌帶、拇趾和小趾的短肌（尤其是內收拇趾肌的橫向頭）和腓長肌肌腱可強化橫弓，腓長肌肌腱可拉緊這些橫弓。

## 功能
以內側縱弓為主，其彈性可為軟組織創造空間，產生類似彈簧的作用，尤其是從腳跟延伸到腳趾的足底腱膜。彈性特質使軟組織以較長的時間接觸地面並分散其反作用力，從而降低肌肉骨骼磨損或受傷的風險，並且可以儲存反作用力的能量回饋到下一個步伐，因此能減少步行的能量消耗，尤其跑步能減少更多，因為其垂直力較大。

## 臨床意義

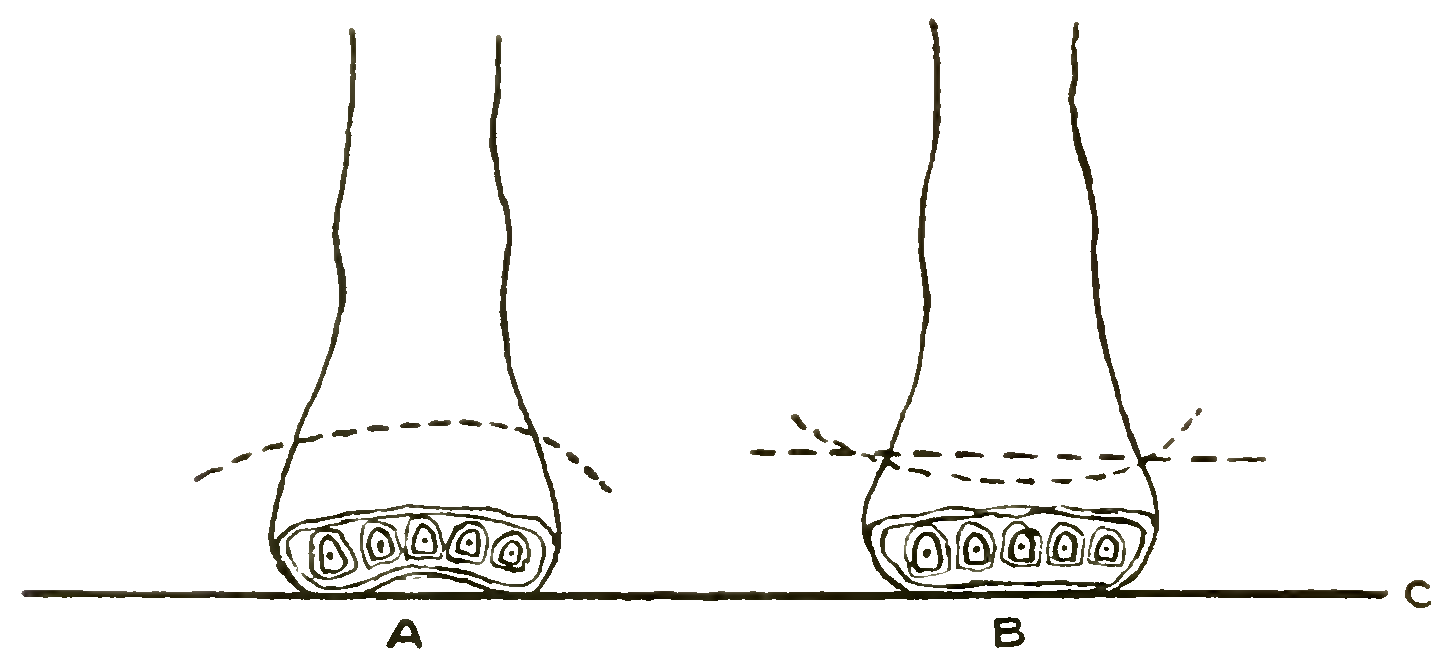
正常足（左）與扁平足（右）的蹠骨橫切面示意圖

一個人的縱弓和橫弓的解剖結構和形狀可以決定該人容易受到的傷害類型。一個人的足弓高度取決於其足舟骨的高度。縱弓塌陷導致扁平足。低縱弓或扁平足的人在站立或走路時較容易足旋前與足外翻，這使人易患有足跟痛、足弓痛、足底筋膜炎以及拇指外翻。扁平足的人會比較難做需要用腳趾支撐體重的運動。
高縱弓或高弓足的人傾向於站立和走路時腳處於旋後位置，使足內翻。高弓足也能引起足底筋膜炎，因為足底筋膜被牽拉遠離跟骨。此外，高或低的足弓會增加脛部疼痛的風險，因為脛前肌必須用較多力氣來穩定腳掌著地。

## 其他動物
除了人以外的猿類（長臂猿、山地和低地大猩猩、紅猩猩、黑猩猩、倭黑猩猩）傾向於用腳的外側來行走，即內翻足，可能是為了適應在樹枝上行走。一般認為他們的腳缺乏縱弓，但是猿雙腳行走的腳印會直接或間接地反映出支撐和推進所施加的壓力，從腳印發現他們中足的內側部分壓力較低。
然而，人的內側縱弓和其他猿類有所不同，人腳的前部相對於後部會向內側扭曲，因此所有腳趾可以同時接觸地面，這個扭曲能顯著地讓大腳趾（某些人是第二腳趾）在行走和跑步時發揮最大的推動力。與其他猿類相比，人腳較為外翻。這個強烈的扭曲會增加內側縱弓的高度。然而現在有相當的證據顯示穿鞋也會增加內側縱弓的高度，而且內側縱弓的高度也因人或因走路速度而有很大的差異。
人類祖先阿法南方古猿（375萬年前）是否有類似現代人腳的功能雖然尚無共識，但其化石足骨已可見前腳向內側扭曲，且其坦尚尼亞來托利的化石足跡的扭曲程度小於喬治亞德馬尼西直立人（有時被稱為格魯及亞人）（約180萬年前）的化石足骨和大約同時期肯亞伊萊雷特匠人的化石足跡。